# Skóra (surowiec)

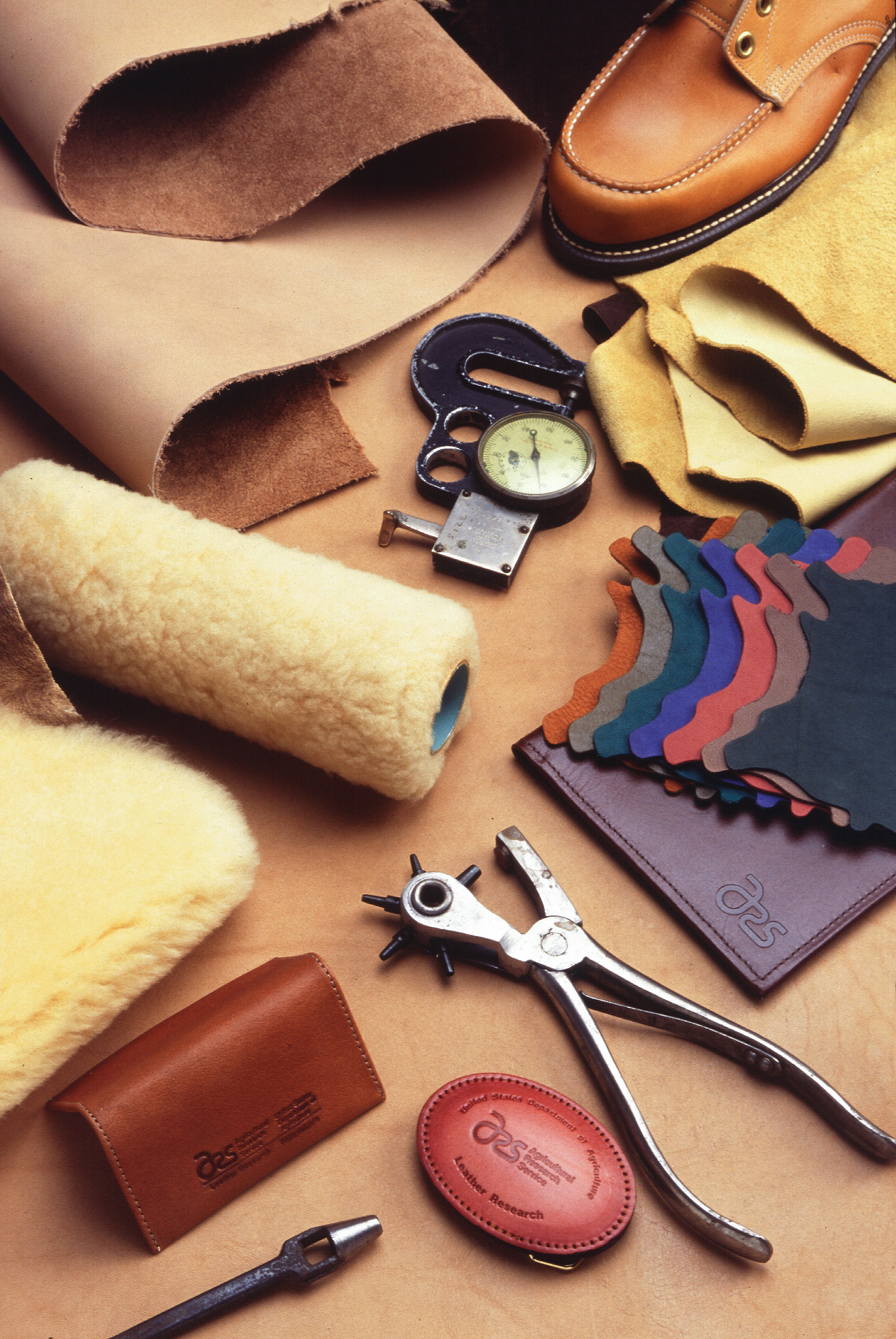
Wyroby skórzane

Skóra – surowiec wykorzystywany w przemyśle, pozyskiwany z powłoki ciała zwierząt dzikich i hodowlanych. Jest wykorzystywany m.in. do wyrobu odzieży, obuwia, galanterii, tapicerek samochodowych i meblowych oraz okładek do książek. Ma również zastosowanie w technice.
Z papirusów i malowideł egipskich dowiadujemy się, że wyprawa skór znana była w Egipcie już 4500 lat temu, i to z tamtego okresu pochodzą pierwsze artefakty skórzane. O garbarstwie w Grecji znajdujemy wzmianki w Iliadzie i Odysei. Rzymianie używali do wyprawy skór ałunu glinowego i kory z drzew. Podobne metody wyprawy skór spotykamy u Germanów i Celtów. 

## Budowa
Skóra zwierząt składa się z 3 warstw:
- naskórka – warstwa zewnętrzna, ochronna, na której znajdują się włosy, pierze lub łuski
- skóry właściwej zbudowanej z tkanki łącznej (przestrzenne sploty włókien fibrylowych i pęczków)
- warstwy podskórnej

W przemyśle skórzanym wykorzystywana jest skóra właściwa, którą oddziela się od naskórka i warstwy podskórnej. Warstwa skóry właściwej ma dwie powierzchnie: tę, która stykała się z naskórkiem (lico), oraz tę, która stykała się z warstwą podskórną (mizdra).

### Skład
Skóra niezakonserwowana składa się z około:
- 65% wody
- 33% białek:
  - w 95% jest to białko kolagenowe (50-55% węgla, 6,5-7,3% wodoru, 21-24% tlenu, 15-18% azotu)[3]
- 0,5% soli mineralnych
- 2 do 30% tłuszczów

## Topografia
opracowano na podst. Małej Encyklopedii Techniki

Struktura topograficzna skóry

Skóra zwierzęca ma różne właściwości warstwowe w zależności od części ciała z której została zdjęta. Rozróżnia się skóry z: policzka, łba, łopatki, grzbietu, zadu, pachwiny przedniej, brzucha, pachwiny tylnej. Części skóry nazywane są: kark, krupon (słupiec), bok, szczupak. W przypadku zwierząt futerkowych: pyszczek, łepek, ucho, szyja, podgardle, kark, pierś, przednia łapa, grzbiet, bok, brzuszek, zad, biodro, tylna łapa, ogon.
Krupon ma najbardziej zwartą budowę. Skóry z karku i brzucha mają mniejszą gęstość, a z pachwin – najmniejszą.

## Rodzaje skór

### Skóry niewyprawione

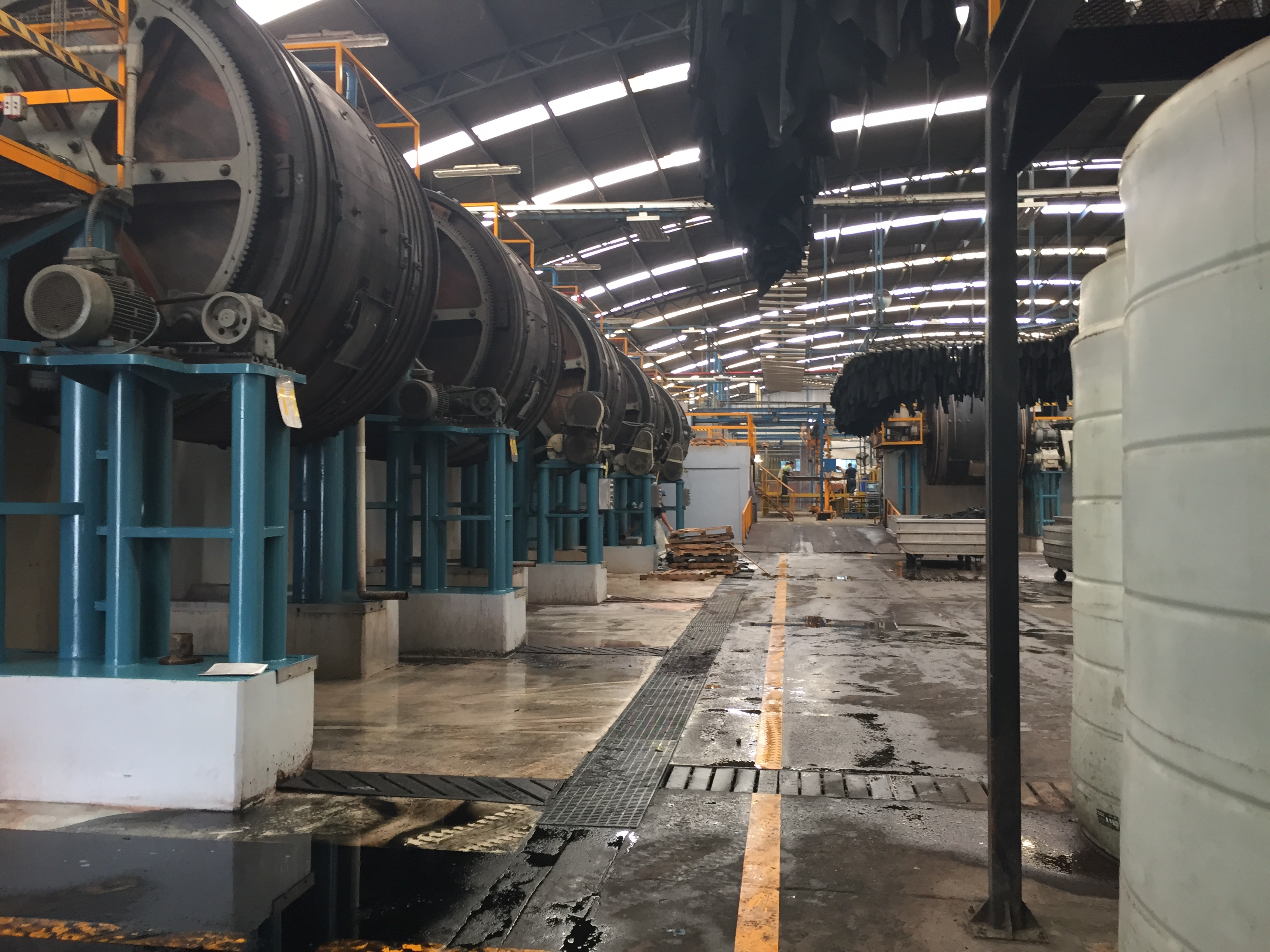
Współczesna garbarnia w Leon, Meksyk

W przemyśle skórzanym wyprawia się skóry kręgowców, głównie ssaków oraz gadów, płazów, ryb i ptaków. Najważniejsze rodzaje skór używane w przemyśle przedstawia tabela.
| Rodzaje zwierząt | Nazwy skór                                                                        |
| ---------------- | --------------------------------------------------------------------------------- |
| bydło domowe     | cielęce, żarłoków, bukatów, krowie, wołowe, byków                                 |
| konie            | źrebięce, końskie                                                                 |
| kozy             | koźlęce, kozie, roczniaków, capów                                                 |
| owce             | jagnięce, owcze, krzyżówek, tryków, golce (strzyżone)                             |
| świnie           | świńskie, prosiąt, knurów                                                         |
| gady i płazy     | jaszczurek, wężowe, krokodylowe                                                   |
| skóry futerkowe  |                                                                                   |
| drapieżniki      | wydry, kuny, norki, szopy, sobole, borsuki, lisy, skunksy, tchórze, łasice, koty, |
| przeżuwające     | owce, jagnięta, koźlęta, karakuły, brajtszwance                                   |
| jednokopytne     | źrebięta, zebry                                                                   |
| gryzonie         | króliki, piżmowce, nutrie, chomiki, popielice, bobry, murmie, szynszyle           |
| torbacze         | oposy                                                                             |
| owadożerne       | krety                                                                             |
| płetwonogie      | foki                                                                              |

### Skóry wyprawione[6]
Skóry garbarskie po wyprawieniu mogą służyć jako materiał na cholewki, spody, podszewki butów, rękawiczki (skóry podeszwowe, waszowe, podpodeszwowe, pasowe, boksy, welury, nubuki, waterproof, szewro, juchty, podszewkowe, glacé, nappa, zamszowe, odzieżowe, potnikowe). Skóry galanteryjne wykorzystuje się do produkcji teczek, pasków itp., skóry kaletnicze (skóry safianowe) na portmonetki, torebki, skóry rymarskie (skóry blankowe, waszetowe) na uprzęże i inne materiały wyposażenia np. wojskowego. Istnieją także odmiany takie jak skóry tapicerskie, skóry introligatorskie (oprawy książek, manuskrypty), skóry ortopedyczne (protezy, bandaże), skóry techniczne (na pasy pędne, trokowe, uszczelkowe, gazomierzowe, na odzież ochronną), skóry na bębny i na przyrządy sportowe.
Wyprawione skóry zwierząt futerkowych mają okrywę włosową. Stosowane są jako materiał na futra, czapki, etole itp. lub jako materiał dekoracyjny (futra dzikich zwierząt).
W średniowieczu na ziemiach polskich skóra była podstawowym surowcem służącym do wyrobu odzieży, obuwia, uprzęży, worów, sakw, a także części uzbrojenia (tarcze).

### Namiastki skóry
Namiastki skóry (sztuczna skóra) to produkty wytworzone sztucznie mające własności podobne do produktów wytworzonych ze skóry.

## Właściwości i przechowywanie[8]
Zmiany temperatury i wilgotności miejsca przechowywania wpływają na jakość skóry. W przypadku zmniejszenia wilgotności skóra zmniejsza swą powierzchnię (kurczy się), gdy wilgotność się zwiększa skóra staje się bardziej elastyczna, rozciągliwa. Jednoczesna duża wilgotność i wysoka temperatura powoduje pleśnienie skóry. Skóra wystawiona na działanie promieni słonecznych szybciej się utlenia i starzeje, podobnie skóra na którą oddziałuje dwutlenek siarki (np. z dymu paleniska).
Najbardziej odpowiednim miejscem przechowywania wyrobów skórzanych są regały drewniane w miejscu zaciemnionym o temperaturze ok. 5-15 °C i wilgotności względnej powietrza 50-70%. Skóry futerkowe najodpowiedniej są przechowywane w chłodnych miejscach, zabezpieczonych przed pasożytami (molami).
Wyroby skórzane wymagają odpowiedniego konserwowania (czyszczenia, suszenia, pastowania lub szczotkowania, prania). Ważnym elementem pielęgnacji skóry, zwłaszcza torebek i galanterii, jest regularne natłuszczanie skóry odpowiednimi preparatami, dostosowanymi do jej rodzaju, co zapobiega wysychaniu, pękaniu oraz pogorszeniu wyglądu.